# Crucifix d'Alberto Sotio (Victoria and Albert Museum)
Le Crucifix d'Alberto Sotio du Victoria and Albert Museum est un  grand crucifix peint en tempera sur parchemin appliqué sur bois, réalisé au XIIe siècle par Alberto Sotio ; la grande croix peinte est exposée et conservée au Victoria and Albert Museum de Londres.

## Histoire
On sait peu de choses sur l'artiste connu comme Alberto Sotio (actif en 1187). L'église Saint-Jean-et-Saint-Paul à Spolète contient des fresques de lui-même et de son entourage et un crucifix peint daté et partiellement signé, initialement dans la même église, est maintenant dans la cathédrale de Spolète. 
Le style du crucifix peint du  Victoria  & Albert Museum  est très proche de celui de Spolète et est l'une les plus importantes peintures italiennes de cette période dans une collection britannique.

## Description
Le crucifix a été peint sur parchemin appliqué au bois.
Le Crucifix respecte les conventions du Christus triumphans, Christ mort mais triomphant sur la Croix, issue de l'iconographie religieuse gothique médiévale  occidentale (qui sera à son tour remplacé, par le Christus patiens, résigné à la mode byzantine de Giunta Pisano et ensuite, à la pré-Renaissance, par le Christus dolens des primitifs italiens).
Attributs du Christus triumphans montrant la posture d'un Christ vivant détaché des souffrances de la Croix :
- Tête relevée, légèrement inclinée (quelquefois tournée vers le ciel), ici très auréolée (nimbe rouge sur fond d'or),
- yeux ouverts,
- corps droit, musculature suggérée
- du sang (absent ici) peut s'écouler des plaies.

Scènes complémentaires
- cimaise : Christ rédempteur en tondo entouré de deux anges.
- tabelloni de chaque côté du Christ : Marie (symbole de l'Église) et Jean (symbole des saintes écritures) debout.

À ses mains et ses pieds se trouvent trois scènes narratives : 
- sur la gauche : Descente aux Limbes
- sur la droite : Saintes Femmes au Tombeau
- Soppedaneo (pied de la croix)  : Coq chantant sur le sommet du Golgotha et scène du Reniement de saint Pierre[1].

## Analyse stylistique
« L'usage raisonné des couleurs bleue et rouge : le bleu est la teinte dominante, celle qui sert au fond à la figure ; le rouge est son contrepoint. Par la distribution de ces deux teintes, Sozio parvient à indiquer l'ordre suivant lequel il faut regarder les différentes parties du Crucifix. »

— Daniel Russo cité en lien externe
Les bras de la Croix sont à fond bleu, les scènes entourées d'un galon rouge à motifs ronds, le support doré comme dans le crucifix de Spolète.